# Der Adler
Der Adler (em português: "A Águia") foi uma revista quinzenal da Alemanha Nazi, publicada por Scherl Verlag e fundada por August Scherl, com o apoio do Oberkommando der Luftwaffe. A revista foi publicada de março de 1939 até setembro de 1944.

## Publicações
- 1939: Volume 1 até 23
- 1940: Volume 1 até 26
- 1941: Volume 1 até 26
- 1942: Volume 1 até 26
- 1943: Volume 1 até 26
- 1944: Volume 1 até 19

No total 146 exemplares foram publicados.